# 須佐村
須佐村（すさむら）は、島根県飯石郡にあった村。現在の出雲市佐田町の東半にあたる。

## 地理
- 山岳 ： 大日山、陣ヶ丸、王院山、黒山
- 河川 ： 須佐川、原田川、波多川

## 歴史
- 1889年（明治22年）4月1日 - 町村制の施行により、宮内村・朝原村・原田村・反辺村・大呂村の区域をもって須佐村（第1次）が発足。
- 1896年（明治29年）2月20日 - 分割により須佐村（第1次）廃止。
  - 大字宮内・原田・朝原の区域をもって東須佐村が発足。
  - 大字大呂・反辺の区域をもって西須佐村が発足。
- 1953年（昭和28年）11月10日 - 東須佐村・西須佐村が合併して須佐村（第2次）が発足。
- 1956年（昭和31年）6月10日 - 簸川郡窪田村と合併して簸川郡佐田村が発足。同日須佐村（第2次）廃止。